# 渡神纪 芬尼斯崛起
《渡神纪 芬尼斯崛起》是育碧魁北克开发、育碧发行的一款动作冒险电子游戏。该游戏在2019年E3以《Gods and Monsters》的名字公布，于2020年12月3日在Windows、任天堂Switch、PlayStation 4、PlayStation 5、Stadia、Xbox One以及Xbox Series X/S上发布。

## 游戏玩法
《渡神纪 芬尼斯崛起》是一款以第三人称视角进行的动作冒险电子游戏。在游戏开始时，玩家可以使用阿芙蘿黛蒂的美容椅来定制芬尼斯的性别、声音和外貌。 在游戏的任何时候，玩家都可以回到美容椅上定制芬尼斯。游戏的背景是一个大型的开放世界，由七个不同的区域组成，灵感来自希腊诸神。玩家角色身边有一只名为Phosphor的伴鸟，它可以识别地图中感兴趣的地点。芬尼斯可以通过攀爬悬崖、骑乘坐骑、使用代达罗斯之翼飞行来快速穿越世界。 当玩家探索这个世界时，会遇到一些裂缝，这些裂缝会将玩家传送到塔尔塔罗斯的秘境，这是一系列的平台挑战，需要玩家利用芬尼斯的战斗和穿越能力。 玩家还可以完成各种支线目标和可选的解谜。
黃金岛的世界充满了各种各样的敌人，这些敌人的灵感来自于希腊神话，包括弥诺陶洛斯和独眼巨人。近战攻击有两种模式：轻剑攻击速度快但力量弱，重斧攻击速度慢但力量强且可累積暈眩值。芬尼斯也可以使用弓箭击败敌人。玩家需要在战斗中管理芬尼斯的耐力，因为当她连续攻击会变得精疲力尽。随着玩家在游戏中的进步，他们将能够解锁强大的神力。例如，芬尼斯可以解锁战神的长矛，将敌人推向空中。 装甲和武器也可以通过在游戏世界中收集足够的资源来升级。

## 故事
在一次意外事故中，希腊士兵芬尼斯被困在了黃金岛上，他们必须从泰坦堤丰手中拯救希腊众神，堤丰在被宙斯和希腊众神驱逐到塔尔塔罗斯后寻求复仇。游戏的特点是轻松愉快的基调，普罗米修斯是游戏的主要叙述者，宙斯是不可靠的敘事者。

## 开发
该游戏由制作《刺客信条：奥德赛》的育碧魁北克开发。游戏总监斯科特·菲利普斯补充说，这个项目源于团队在《奥德赛》开发过程中发现的一个软件漏洞，这个漏洞把玩家团队中的人类变成了巨大的独眼巨人，他认为创造一个包含希腊神话的独立游戏是个好主意。由于《奥德赛》受到好评，育碧管理层同意批准该项目。
这款游戏在2019年E3正式以《Gods and Monsters》的名字宣布。游戏最初定于2020年2月26日发布，但在2019年10月被推迟，因为育碧的试水之作《幽灵行动：断点》在商业上未能获得成功。根据育碧的说法，延迟给了开发团队更多的时间，以「确保各自的创新能够完美实现，从而为玩家提供最佳体验」。魁北克工作室利用额外的时间增加了宙斯和普罗米修斯作为游戏的双人旁白，取代了最初打算履行这一角色的希腊诗人荷马。2020年6月，在Stadia上泄露了一个游戏的工作进度构建，代号为Orpheus。2020年9月10日，本作被重新命名为《Immortals Fenyx Rising》。工作室决定将游戏重新命名，以反映其叙事重点，并更加强调游戏的主角芬尼斯。此次改名似乎是因为与怪獸能量飲料的商标纠纷，怪獸能量飲料质疑《Gods and Monsters》的名字，认为会造成混淆。
之前曾参与过《奧里與迷失森林》及其续集《精灵与萤火意志》的 Gareth Coker 为游戏谱曲。他在录制音乐时，使用了古希腊的乐器，如里拉琴、西塞拉琴等。Coker委托一位希腊制琴师制作这些乐器，并将它们运送到大西洋彼岸。
2020年10月24日，育碧发布中文配音预告片，宣布游戏将包含全程中文配音。
游戏将于2020年12月3日发布，平台包括 Windows，任天堂Switch，PlayStation 4，PlayStation 5，Stadia，Xbox One，Xbox Series X/S。在游戏正式推出之前，将为Stadia用户发布游戏的免费演示。

## 評價
发行前的反响总体上是积极的，大多数评论家将这款游戏与《塞尔达传说 旷野之息》相对比。然而，对游戏的新名字反应消极。